# Martin AM Mauler
Martin AM Mauler (tên gốc: BTM) là một loại máy bay cường kích trên hạm của Hải quân Hoa Kỳ, được thiết kế trong Thế chiến thứ hai.

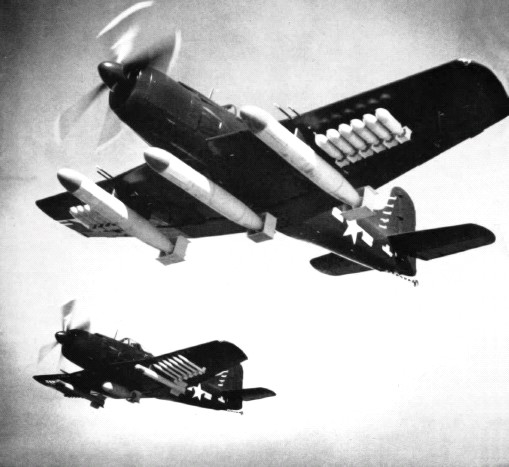
2 chiếc AM-1 trong các bài thử nghiệm vũ khí

## Biến thể
XBTM-1
BTM-1/AM-1
AM-1Q
JR2M-1

## Quốc gia sử dụng
Hoa Kỳ
- Hải quân Hoa Kỳ

## Tính năng kỹ chiến thuật (AM-1 Mauler)

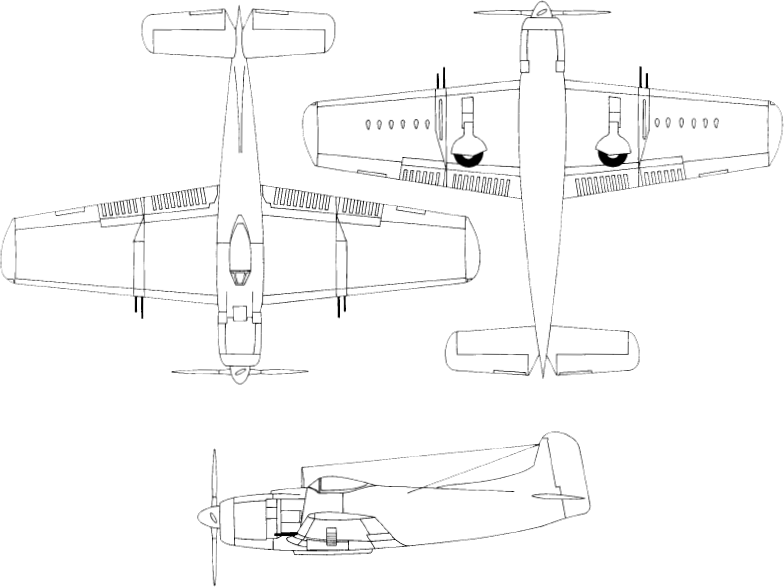
AM-1.

Dữ liệu lấy từ American Combat Aircraft, Third Edition
Đặc điểm tổng quát
- Kíp lái: 1 (2 với biến thể AM-1Q)
- Chiều dài: 41 ft 2 in (12,55 m)
- Sải cánh: 50 ft 0 in (15,24 m)
- Chiều cao: 16 ft 10 in (5,13 m)
- Diện tích cánh: 496 ft² (46,1 m²)
- Trọng lượng rỗng: 15.257 lb (6.935 kg)
- Trọng lượng có tải: 22.323 lb (10.146,8 kg)
- Trọng lượng cất cánh tối đa: 25.737 lb (11.698,6)
- Động cơ: 1 × Pratt & Whitney R-4360-4 Wasp Major kiểu động cơ piston bố trí tròn, 2.975 hp (2.219 kW)

 Hiệu suất bay 
- Vận tốc cực đại: 367 mph (323 knot, 618.57 km/h)
- Vận tốc hành trình: 188 mph (165 knot, 302.6 km/h)
- Tầm bay: 1.437 mi (1.260 nmi, 2.334 km)
- Trần bay: 27.000 ft (8.320 m)
- Vận tốc lên cao: 2.780 ft/phút (14,1 m/s)

Trang bị vũ khí

- Súng: 4 × pháo M2 20 mm.
- Bom: 4.500 lb (2.045 kg)